# Нур Кочак
Нур Кочак (на турски: Nur Koçak) е турска художничка и феминистка. 

## Биография
Родена е в Истанбул през 1941 г. Картини на Кочак са излагани в галерии по цял свят. Добре позната е по уникалния ѝ стил, който интерпретира как жените виждат себе си в днешния свят. Понастоящем живее в Истанбул, където има и свое ателие от 1981 година насам.
Кочак учи в ТЕД Анкара Колеж, където първоначално развива таланта си. Продължава обучението си във Вашингтон. През 1960 година се завръща в Истанбул и продължава обучението си при едни от най-големите съвременни преподаватели във Факултета по рисуване към Академията за изящни изкуства в Истанбул. През 1970 година печели конкурс и е изпратена в Париж със стипендия, за да учи в École des Beaux-Arts. Това широкоспектърно обучение ѝ позволява да изразява силния си феминизъм със средствата на изобразителното изкуство.
Кочак смята, че жените са ограничени в обществото от това как то ги възприема и работи в посока да махне предразсъдъците. Чрез изкуството Кочак допринася в борбата за равни женски права в обществото и равенство между половете в Турция и по целия свят.